# Aleksandr Ragulin
Aleksandr Pawłowicz Ragulin, ros. Александр Павлович Рагулин (ur. 5 maja 1941, Moskwa, zm. 17 listopada 2004 tamże) – radziecki hokeista, reprezentant ZSRR, trzykrotny olimpijczyk, trener hokejowy.
Hokeistami byli także jego bracia: Anatol (bramkarz) i Michaił (napastnik).

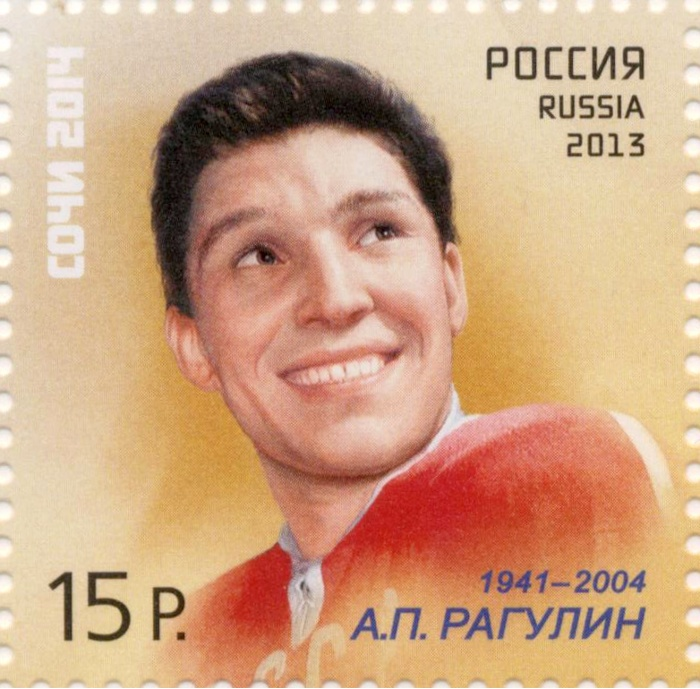
Podobizna Aleksandra Ragulina na znaczku pocztowym

## Kariera
- Chimik Moskwa (1956–1957)
- Chimik Woskriesiensk (1957–1962)
- CSKA Moskwa (1962–1973)

Uczestniczył w turniejach mistrzostw świata w 1961, 1963, 1964, 1965, 1966, 1967, 1968, 1969, 1970, 1971, 1972, 1973 oraz zimowych igrzysk olimpijskich 1964, 1968, 1972. 
W latach 1961–1973 wystąpił w 232 meczach reprezentacji ZSRR, zdobywając 29 bramek. W turniejach olimpijskich i mistrzostw świata zaliczył 102 mecze i zdobył 14 bramek; na mistrzostwach świata w 1966 wybrany najlepszym obrońcą turnieju, pięciokrotnie znalazł się w wybieranej przez ekspertów drużynie gwiazd turniejów mistrzowskich (nieprzerwanie w latach 1963-1967). Wystąpił łącznie w 427 meczach ligowych i strzelił 60 bramek.
W trakcie ostatniego meczu Turnieju Izwiestii 21 grudnia 1973 ZSRR–Czechosłowacja (7:1) wystąpił po raz ostatni jako czynny zawodnik pojawiając się na lodzie w sposób symboliczny (prócz niego ostatni raz wystąpili wówczas Anatolij Firsow i Witalij Dawydow).
Został zapamiętany jako znakomity obrońca w serii meczów reprezentacji Armii Czerwonej z graczami kanadyjskimi z ligi zawodowej NHL (w latach 70.). Po zakończeniu kariery sportowej pozostał przy hokeju jako działacz, był członkiem komisji zawodników Międzynarodowej Federacji Hokeja na Lodzie (1994–1998), a w 1997 został uhonorowany miejscem w Międzynarodowej Hall of Fame Hokeja na Lodzie.
Pochowany na Cmentarzu Wagańkowskim.

## Sukcesy i wyróżnienia
Reprezentacyjne
- Brązowy medal mistrzostw świata: 1961
- Złoty medal mistrzostw świata: 1963, 1964, 1965, 1966, 1967, 1968, 1969, 1970, 1971, 1972
- Srebrny medal mistrzostw świata: 1972
- Złoty medal igrzysk olimpijskich:  1964, 1968, 1972

Klubowe
- Złoty medal mistrzostw ZSRR: 1963, 1964, 1965, 1966, 1968, 1970, 1971, 1972, 1973 z CSKA Moskwa
- Srebrny medal mistrzostw ZSRR: 1974 z CSKA Moskwa
- Puchar ZSRR: 1966, 1967, 1968, 1969, 1973 z CSKA Moskwa
- Trzecie miejsce w Pucharze Europy: 1967 z CSKA Moskwa
- Puchar Europy: 1973 z CSKA Moskwa

Indywidualne
- Mistrzostwa Świata w Hokeju na Lodzie 1963:
  - Skład gwiazd turnieju
- Hokej na lodzie na Zimowych Igrzyskach Olimpijskich 1964:
  - Skład gwiazd turnieju
- Mistrzostwa Świata w Hokeju na Lodzie 1964:
  - Skład gwiazd turnieju
- Mistrzostwa Świata w Hokeju na Lodzie 1965:
  - Skład gwiazd turnieju
- Mistrzostwa Świata w Hokeju na Lodzie 1966:
  - Skład gwiazd turnieju[3]
- Mistrzostwa Świata w Hokeju na Lodzie 1967:
  - Skład gwiazd turnieju

Wyróżnienia
- Zasłużony Mistrz Sportu ZSRR w hokeju na lodzie: 1963
- Galeria Sławy IIHF: 1997
- Rosyjska Galeria Hokejowej Sławy: 2014 (pośmiertnie)